# Irving B. Crandall
Irving Bardshar Crandall (* 27. Mai 1890 in Chattanooga (Tennessee); † 22. April 1927) war ein US-amerikanischer Physiker.
Der Sohn von Washington Irving und Bertha Marian (Bardshar) Crandal absolvierte 1909 die University of Wisconsin und setzte sein Studium in Princeton fort.
1911/1912 war er Professor für Physik und Chemie am Chekiang Provincial College.
1913 begann er bei Western Electric (den späteren Bell Telephone Laboratories), wo er im gleichen Jahr mit Fred W. Kranz ein fotografisches Wiedergabeverfahren erfand. Er forschte zum Thermophon. 1916 erhielt er in Princeton seinen Doktortitel. Mit Edward C. Wente entwickelte er ein System zur Umwandlung der Signale eines Mikrofons in Lichtmuster für fotografischen Film.

## Veröffentlichungen
- The variation with temperature of the absorbing power of metals for light, University of Wisconsin-Madison, 1909. (Nachdruck 2012: ISBN 978-1-276-78071-1).
- Theory of vibrating systems and sound, D. Van Nostrand Co., 1926 (Digitalisat).
- Dynamical study of the vowel sounds, Western Electric Co., Engineering Dept., 1924
- Patent  US1581334A: Vibration-detecting device. Angemeldet am 24. Juni 1919, veröffentlicht am 20. April 1926, Anmelder: Western Electric Co, Erfinder: Irving B. Crandall.‌